# Марк Норман
Марк Норман (англ. Marc Norman; нар. 10 лютого 1941, Лос-Анджелес, США) — американський сценарист.
Разом з Томом Стоппардом виграв Оскар за Найкращий оригінальний сценарій 71 церемонії вручення 1998 року за сценарій до фільму «Закоханий Шекспір»; також розділив Оскар (Найкращий фільм) до цього ж фільму як співпродюсер.

## Фільмографія

### Сценарист
- 1970 : The Challenge (ТБ)
- 1971 : Five Desperate Women (ТБ)
- 1973 : Оклахома, якою вона є (Oklahoma Crude)
- 1974 : Zandy's Bride
- 1975 : Втеча (Breakout)
- 1975 : Еліта вбивць (The Killer Elite)
- 1985 : Авіатор (The Aviator)
- 1995 : Острів головорізів (Cutthroat Island)
- 1998 : Закоханий Шекспір